# Indiana Railroad

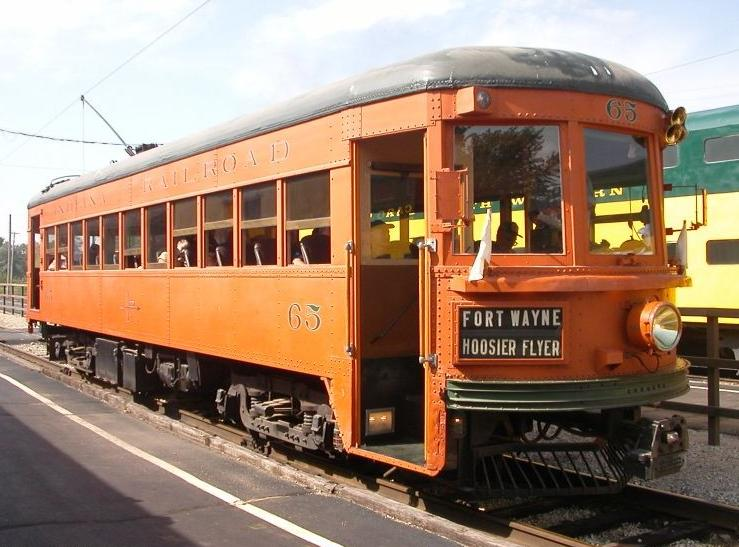
Vettura restaurata della Indiana Railroad

Indiana Railroad era una compagnia ferroviaria statunitense di tipo interurbano a trazione elettrica, costituita nel 1930 dalla fusione delle 5 principali compagnie di tram interurbani dell'Indiana: Union Traction Company, Interstate Public Service, Indiana Service Corporation, Northern Indiana Power, Terre Haute Indianapolis and Eastern.
Al pari di altre compagnie analoghe, venne duramente provata dalla grande depressione degli anni trenta e dalla diffusione della motorizzazione privata. Cessò il servizio l'8 settembre 1941 dopo una drammatica collisione frontale tra le ultime due vetture rimaste in servizio.